# Martin Mair (Journalist)
Martin Mair (* 1976 in Memmingen) ist ein deutscher Journalist und Hörfunkmoderator.

## Leben
Mair studierte Journalistik und Chemie an der Universität Leipzig. Der Diplom-Journalist volontierte 2001 beim Mitteldeutschen Rundfunk (MDR) und arbeitete dort als Moderator und Autor bei MDR Info. Er war Korrespondent des Mitteldeutschen Rundfunks und Bayerischen Rundfunks im ARD-Hauptstadtstudio. Heute arbeitet er als Redakteur beim Deutschlandfunk Kultur.
2008 erhielt Martin Mair den Kurt-Magnus-Preis der ARD. Die Jury würdigte seine Moderation, in der er in der Rolle des Anwalts für Hörer überzeuge. Er lebt in Berlin.